# Melhars
Melhars (en francès Meilhards) és un municipi francès situat al departament de la Corresa i a la regió de la Nova Aquitània.

## Demografia
| 1962                                       | 1968 | 1975 | 1982 | 1990 | 1999 | 2007 |
| ------------------------------------------ | ---- | ---- | ---- | ---- | ---- | ---- |
| 794                                        | 897  | 789  | 700  | 622  | 519  | 529  |
| Des de 1962: població sense dobles comptes |      |      |      |      |      |      |

## Administració
| Període   | Identitat        | Partit |
| --------- | ---------------- | ------ |
| 1958-1983 | Aymard Commagnac | RPR    |
| 1983-2006 | Célestin Lavigne | PS     |
| 2006-     | Daniel Arnaud    | PS     |